# أرتور أندروس
أرتور أندروس (بالبولندية: Artur Andrus)‏ هو صحفي ومغن مؤلف وشاعر بولندي، ولد في 27 ديسمبر 1971 في لسكو ‏ في بولندا.

## وصلات خارجية
- الموقع الرسمي
- أرتور أندروس على موقع IMDb (الإنجليزية)
- أرتور أندروس على موقع ميوزك برينز (الإنجليزية)
- أرتور أندروس على موقع ديسكوغز (الإنجليزية)